# St. Salvator (Donaustauf)

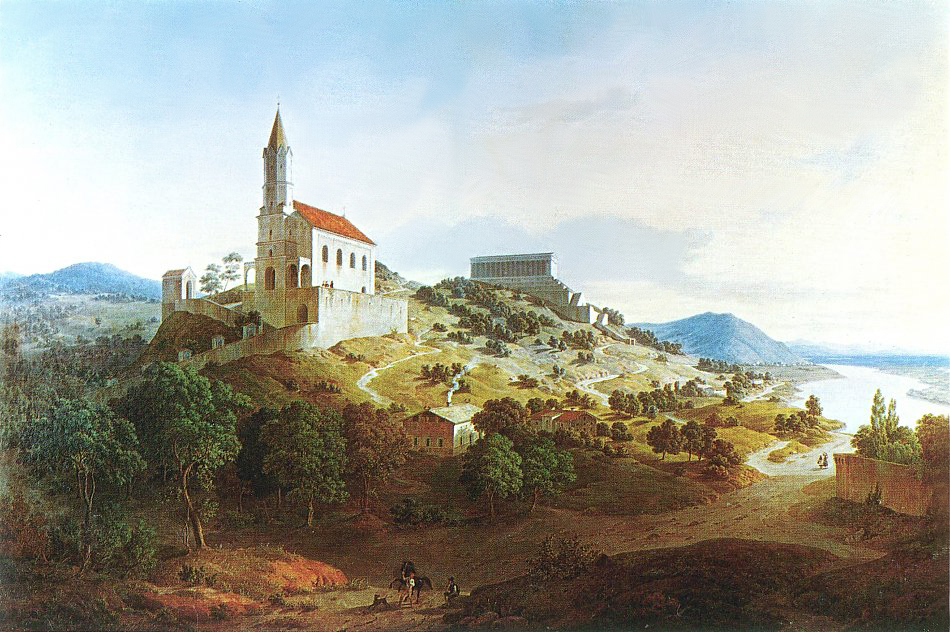
Leo von Klenze: Salvatorkirche zu Donaustauf und Walhalla, Ölgemälde 1839. Das Bild zeigt die Kirche in idealisierender Parallelisierung von germanisch-christlicher und griechisch-antiker Architektur.

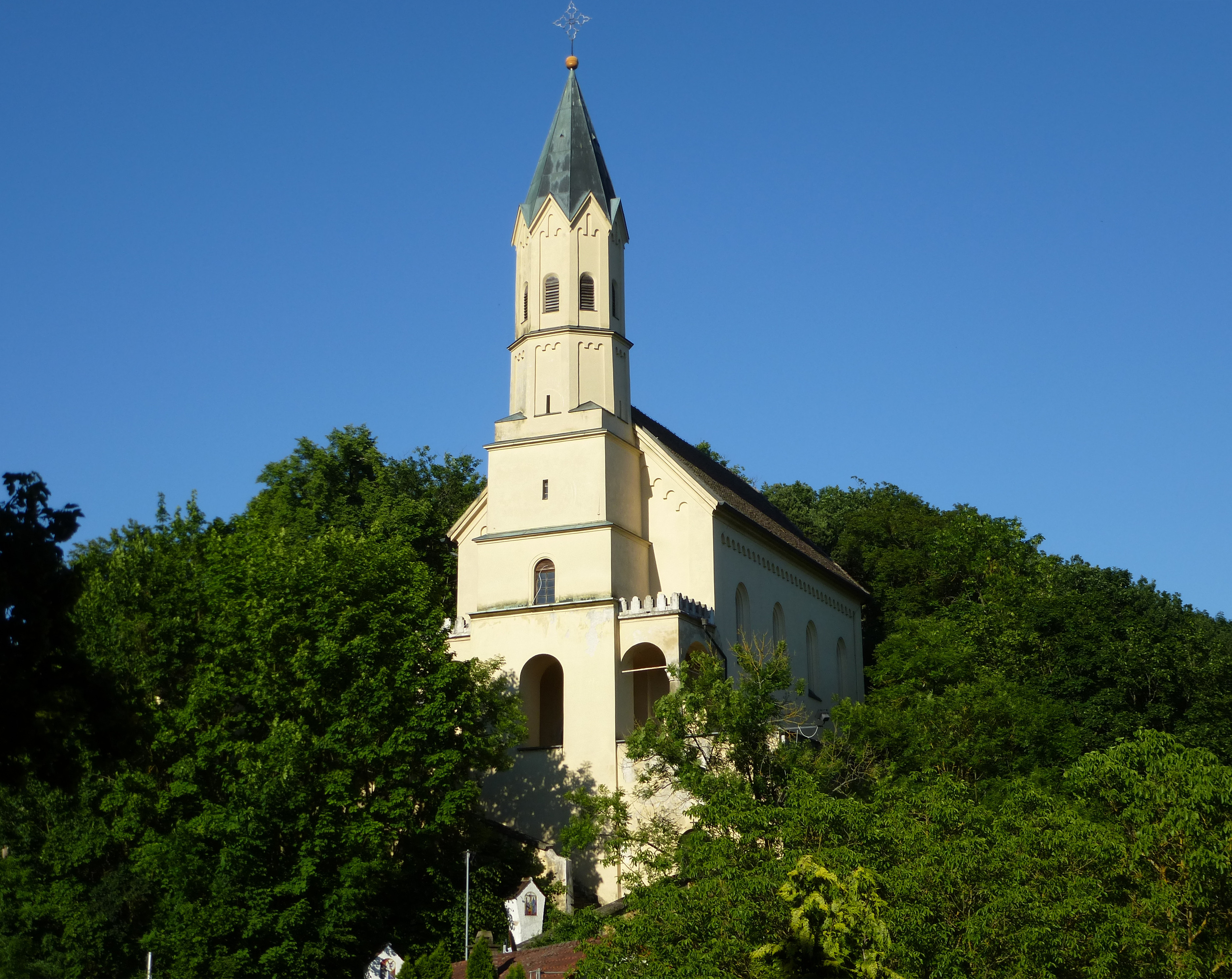
St. Salvator Donaustauf

St. Salvator ist eine denkmalgeschützte römisch-katholische Neben- und Wallfahrtskirche in der Walhallastraße 10 im Markt Donaustauf im Landkreis Regensburg (Bayern).

## Geschichte
Die Entstehung der Wallfahrt beruht auf einem Hostienraub im Jahr 1388 während einer Belagerung der Donaustaufer Burg im Städtekrieg. Drei Soldaten stahlen die Behälter mit den Hostien aus der Kirche von Sulzbach an der Donau und versteckten sie bei Donaustauf im Wald. Als die Hostien wiedergefunden wurden, errichtete man dort eine Kapelle. Die entstehende Wallfahrt machte mehrmals eine Erweiterung der Kirche nötig, bis sie 1607 den heutigen Umfang erhielt.

## Architektur
Die Kirche, ein Saalbau mit eingezogenem Chor, östlicher Sakristei und Westturm mit Zeltdach und Vorhalle, wurde um 1430 im gotischen Stil erbaut. Chor und Langhaus stammen von 1607. Die Sakristei ist spätgotisch. Die Treppenanlage ist nachmittelalterlich. Nachdem die Kirche Im 18. Jahrhundert barockisiert worden war, wurde die Kirche im Auftrag von König Ludwig I. bereits  1843 nach Plänen von Leo von Klenze mit einer neuromanischen Umgestaltung dem Baustil der Walhalla angepasst. König Ludwig hatte seit Jahren geplant, entlang der Donau zwischen der Befreiungshalle in Kelheim, dem Dom in Regensburg, der   Dreifaltigkeitskirche auf dem Dreifaltigkeitsberg in Regensburg, der Salvatorkirche in Donaustauf und der Walhalla eine geschlossene Abfolge von Gebäuden in der romanisierten, byzantinischen Urform zu errichten und den Besuchern, die er sich als patriotische Wallfahrer vorstellte,  eingebettet in die Landschaft zu präsentieren.

## Wandmalereien
Bei der Innenrenovierung 1971–80 wurden Wandmalereien eines italienischen Künstlers aus der Zeit um 1400 entdeckt.